# Cantone di L'Hautil
Il Cantone di L'Hautil era una divisione amministrativa dell'arrondissement di Pontoise.
È stato soppresso a seguito della riforma complessiva dei cantoni del 2014, che è entrata in vigore con le elezioni dipartimentali del 2015.
Comprendeva i comuni di:
- Boisemont
- Courdimanche
- Jouy-le-Moutier
- Menucourt
- Neuville-sur-Oise
- Vauréal